# Thomas Baring
Thomas George Baring, 1. hrabia Northbrook GCSI (ur. 22 stycznia 1826, zm. 15 listopada 1904) – brytyjski polityk i administrator kolonialny, w latach 1872–1876 wicekról Indii, członek Partii Liberalnej, minister w drugim rządzie Williama Ewarta Gladstone’a. Był synem Francisa Baringa, 1. barona Northbrook.
Po ukończeniu z wyróżnieniem studiów w Christ Church na Uniwersytecie Oksfordzkim w 1846, pracował jako sekretarz kilku znaczących polityków. W 1857 został wybrany do Izby Gmin z ramienia Partii Liberalnej jako reprezentant okręgu Penryn and Falmouth. Od 1857 do 1858 był jednym z lordów Admiralicji, a następnie pełnił stanowiska podsekretarza stanu w kilku resortach: wojny (1861), Indii (1861–1864), spraw wewnętrznych (1864–1866), a następnie ponownie w Admiralicji. W 1866 odziedziczył po ojcu tytuł 2. barona Northbrook i zasiadł w Izbie Lordów.
W latach 1868–1872 ponownie był podsekretarzem stanu w Ministerstwie Wojny, a następnie otrzymał nominację na wicekróla Indii. W 1876 podał się do dymisji przed końcem kadencji. Powodem była różnica stanowisk między nim a jego bezpośrednim zwierzchnikiem - ministrem ds. Indii - w kwestii relacji z emirem Afganistanu, Szer Ali Chanem. Wicekról opowiadał się za zawarciem z nim pokoju i prowadził zmierzające do tego działania. Minister wolał rozwiązanie siłowe, co ostatecznie doprowadziło do wybuchu II wojny afgańskiej. Po powrocie do kraju, lord Northbrook został podniesiony do rangi hrabiego.
Od 1880 do 1885 był pierwszym lordem admiralicji. Równocześnie w 1884 wyjechał na sześć tygodni do Egiptu jako specjalny wysłannik premiera Gladstone’a, mający zbadać sytuację w tym ówczesnym brytyjskim protektoracie. Po wyborach z 1886 wycofał się z czynnego życia politycznego, nie chcąc zaakceptować linii rządu wobec kolonii.
Zmarł 18 lat później. Tytuł parowski odziedziczył jego syn, Francis.